# Kodeks Watykański
Kodeks Watykański (łac. Codex Vaticanus, oznaczany symbolami B albo 03 według systemu Gregory-Aland, δ 1 według systemu von Sodena) – rękopis Starego i Nowego Testamentu, jeden z czterech wielkich kodeksów biblijnych. Pisany jest grecką uncjałą na pergaminie. Paleograficznie datowany jest na IV wiek. Nazwa kodeksu pochodzi od miejsca przechowywania, symbol B nadał jeszcze Wettstein, symbol 03 – Gregory. Również na liście rękopisów Septuaginty według Alfreda Rahlfsa otrzymał symbol B. Od ponad 500 lat przechowywany jest w Bibliotece Watykańskiej (Gr. 1209).
Kodeks stał się znany dzięki korespondencji Erazma z prefektami Biblioteki Watykańskiej, jednak jego tekst długo nie był dostępny. Wyciągi tekstu rękopisu wykonywano niedokładnie, z licznymi błędami i było to powodem wielu nieporozumień. Dopiero w końcu XIX wieku tekst rękopisu stał się w pełni dostępny dla badań.
Jest jednym z najstarszych rękopisów greckiej Biblii. Do chwili odkrycia Kodeksu Synajskiego nie było rękopisu o podobnej wartości. Krytycy tekstu wysoko oceniają tekst rękopisu, który jest jednym z najczęściej wydawanych manuskryptów. Kodeks zachował się do dziś w bardzo dobrym stanie, ponieważ był rzadko używany.

## Zawartość
Manuskrypt zawierał pierwotnie około 820 wysokiej jakości pergaminowych kart (71 utraconych). Na 607 kartach (pierwotnie 658) zawiera niemal cały Stary Testament (w przekładzie Septuaginty), a na 142 dalszych kartach (pierwotnie 162) – niemal cały Nowy Testament. Kolejność ksiąg Starego Testamentu od Księgi Rodzaju po 2 Kronik jest taka, jak w innych rękopisach, dalej ułożona jest w następującym porządku: 1 Ezdrasza, 2 Ezdrasza, Psalmy, Przypowieści, Eklezjastyk, Pieśń nad pieśniami, Hioba, Mądrości, Syracha, Estery, Judyty, Tobiasza, 12 małych proroków (Ozeasza – Malachiasza), Izajasza, Jeremiasza, Barucha, Lamentacje, List Jeremiasza, Ezechiela oraz Księga Daniela. Kolejność proroków potwierdzona jest tylko przez jeden rękopis – Codex Marchalianus. 
Poszczególne sekcje Nowego Testamentu następują w kolejności: Ewangelie, Dzieje Apostolskie, Listy powszechne i Listy Pawła.
Niewykluczone, że oryginalny kodeks zawierał pierwotnie również jakieś apokryficzne księgi Nowego Testamentu na końcu, tak jak Kodeks Synajski, Aleksandryjski i inne rękopisy, choć możliwe też, że nie zawierał nawet Apokalipsy. Aland był zdania, że zawierał zarówno Apokalipsę, jak i pisma Ojców Apostolskich. Natomiast James Keith Elliott był zdania, że nigdy nie zawierał Apokalipsy.

### W Starym Testamencie brakuje
- Księgi Rodzaju 1, 1–46, 28 (31 kart);
- Księgi Psalmów 105, 27–137, 6 (20 kart)[3];
- 1–4 Ksiąg Machabejskich
- Modlitwy Manassesa[11].

### W Nowym Testamencie brakuje
- Listów pasterskich (1 Tm, 2 Tm, Tt, Flm)
- List do Hebrajczyków kończy się na 9, 13;
- Apokalipsy.

W sumie jest to 10 kart.
W XV wieku dodano minuskułowe dodatki w miejsce brakującej części Listu do Hebrajczyków oraz Apokalipsy (oznakowano ją później jako minuskuł 91).

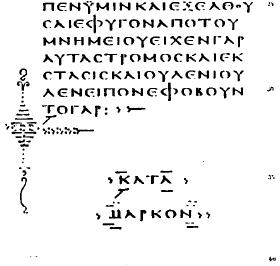
Koniec Ewangelii Marka w Kodeksie Watykańskim

### Teksty opuszczone
Dłuższe teksty i wiersze
- Mt 12,47; 16,2b-3; 17,21; 18,11; 23,14;
- Mr 7,16; 9,44.46; 11,26; 15,28; Dłuższe zakończenie Ewangelii Marka (16,8-20);
- Łk 17,36; 22,43-44;
- Jn 5,4; pericope adulterae (Jn 7,53–8,11);
- Dz 8:37; 15:34, 24:7; 28:29;
- w Rz doksologia po 16,23 (16,24 został opuszczony).
- 1 P 5,3.

Opuszczone frazy
- Mt 5,44 – ευλογειτε τους καταρωμενους υμας, καλως ποιειτε τοις μισουσιν υμας (błogosławcie tych, którzy was przeklinają, dobrze czyńcie tym, którzy was nienawidzą)[12];
- Mt 10,37b – και ο φιλων υιον η θυγατερα υπερ εμε ουκ εστιν μου αξιος (a ten, kto miłuje syna albo córkę bardziej niż Mnie nie jest Mnie godzien), frazę tę omija również Kodeks Bezy[13].
- W Modlitwie Pańskiej brak doksologii (Mt 6,13)
- Łk 9,55b-56a – και ειπεν, Ουκ οιδατε ποιου πνευματος εστε υμεις; ο γαρ υιος του ανθρωπου ουκ ηλθεν ψυχας ανθρωπων απολεσαι αλλα σωσαι („a On powiedział: Nie wiecie, jakiego ducha jesteście; Syn Człowieczy nie przyszedł zatracić dusze ludzkie, ale zbawić”); frazy tej brak również w następujących kodeksach: Sinaiticus, Efrema, Regius, Koridethi, Zacynthius, 33, 700, 892, 1241, syr, copbo[14].

Opuszczenia te są charakterystyczne dla tekstu aleksandryjskiego.

### Dodatek w Ew. Mateusza 27,49
Natomiast w Mt 27,49 znajduje się charakterystyczny dla rękopisów rodziny aleksandryjskiej dodatek: ἄλλος δὲ λαβὼν λόγχην ἒνυξεν αὐτοῦ τὴν πλευράν, καὶ ἐξῆλθεν ὕδορ καὶ αἷμα (inny zaś wziął włócznię, przebił Jego bok, i wyszła woda i krew), tekst ten pochodzi z Ewangelii Jana 19,34. Poza Kodeksem Watykańskim mają go w Ew. Mateusza Kodeks Synajski, Efrema, Regius, Naniański, Tischendorfa IV, minuskuły 1010 i 1293. Obecny jest też w niektórych rękopisach Wulgaty, przekładów syryjskich i etiopskich. Znany był Chryzostomowi. Przypuszcza się, że został on wprowadzony do Ewangelii Mateusza pod wpływem walki z doketyzmem.

### Szczególne warianty tekstowe
W Księdze Sędziów 18,30 stosuje υιος Μανασση (syna Manassesa), podczas gdy Kodeks Aleksandryjski ma υιου Μωυση (syna Mojżesza);
W Księdze Ezdrasza 10,22 (9,22 LXX) stosuje imię Ωκαιληδος (Alexandrinus – Ωκιδηλος) dla Jozabad;
W Ew. Mateusza 5,22 – brakuje słowa εικη (bez powodu), wariant wspierany jest przez {\displaystyle {\mathfrak {P}}^{67}}, Sinaiticus, 2174, rękopisy Wulgaty, oraz przekład etiopski;
W Ew. Mateusza 17,23 – τη τριημερα (trzeci dzień) zamiast τη τριτη ημερα (trzeci dzień) jest wariantem niespotykanym w innych rękopisach;
W Ew. Mateusza 21,31 – ὁ ὕστερος (ostatni), inne rękopisy mają ὁ πρῶτος (pierwszy), ὁ ἔσχατος (ostatni), albo ὁ δεύτερος (drugi); ὁ ὕστερος jest unikatowym wariantem;
Dzieje 19,34, zwrot „Wielka jest Artemida Efeska” powtórzony został dwukrotnie, podczas gdy w innych rękopisach występuje on tylko raz.
Dzieje 27,16 – καυδα (nazwa wyspy), ten wariant tekstowy wspierają zaledwie dwa greckie rękopisy {\displaystyle {\mathfrak {P}}^{74}} i 1175, ponadto przekład starołaciński, Wulgata oraz Peszitta.
Efezjan 2,1 – przekazuje wariant επιθυμιαις (pożądaniom), inne rękopisy mają αμαρτιαις (grzechom).

### Tekstualny charakter kodeksu
Według metody Alanda (1000 wariantów w NT), w Ewangeliach jedynie 9 razy wspiera tekst bizantyjski przeciwko „oryginalnemu”, 196 razy wspiera tekst oryginalny przeciwko bizantyjskiemu, 54 razy zgodny jest z obu tekstami, ponadto posiada 72 sobie właściwych wariantów w Ewangeliach. W Dziejach 2 razy wspiera tekst bizantyjski przeciwko oryginalnemu, 72 razy wspiera tekst oryginalny przeciwko bizantyjskiemu, 22 razy zgodny jest z obu tekstami, ponadto posiada 11 szczególnych wariantów tekstowych. W Listach Pawła 9 razy wspiera tekst bizantyjski przeciwko oryginalnemu, 141 razy wspiera tekst oryginalny przeciwko bizantyjskiemu, 32 razy jest zgodny z obu tekstami, ponadto posiada 28 szczególnych wariantów. W Listach powszechnych 1 raz wspiera tekst bizantyjski przeciwko oryginalnemu, 80 razy wspiera tekst oryginalny przeciwko bizantyjskiemu, 9 razy jest zgodny z obu tekstami, ponadto posiada 10 sobie właściwych wariantów. Aland zaklasyfikował go do I kategorii.

## Historia kodeksu

### Nieznane początki kodeksu
Miejsce powstania kodeksu jest przedmiotem spekulacji. Hort proponował Rzym, ze względu na pewne podobieństwo do Wulgaty. Skeat opowiadał się za Cezareą, inni zaproponowali południowe Włochy albo Aleksandrię (Kenyon, Burkitt). Tischendorf, Scrivener, Battifol oraz Skeat wierzyli, że obok Kodeksu Synajskiego jest jednym z pięćdziesięciu egzemplarzy Biblii przygotowanych przez Euzebiusza na polecenie Konstantyna Wielkiego w roku 332. Zdaniem Skeata kodeks został odrzucony przez cesarza, ponieważ nie zawierał kanonów Euzebiusza, zawierał wiele not korektorskich (uczynionych jeszcze w skryptorium), a ponadto brakowało w nim ksiąg Machabejskich.
Najbardziej prawdopodobnym miejscem powstania jest Aleksandria. Wskazuje na nią ścisłe powiązanie z przekładami koptyjskimi (zwłaszcza w dialekcie bohairskim) zarówno tekstu Starego jak i Nowego Testamentu, a także kolejność ksiąg zgodna z powstałym niewiele później kanonem Atanazego (w 367 roku). Za egipskim pochodzeniem ponadto przemawia – podobnie jak w Kodeksie Aleksandryjskim – koptyjski kształt liter w tytułach, zwłaszcza litera „mu”, która uzyskuje koptyjski kształt nie tylko w nagłówkach, ale również w tekście zasadniczym na końcu linii, gdzie przestrzeń była bardziej oszczędzana.
W wieku VI przechowywany był w bibliotece w Cezarei razem z Kodeksem Synajskim (ten sam system podziału tekstu Dziejów Apostolskich). Stąd przekazany został do Konstantynopola, do Włoch trafił prawdopodobnie podczas soboru florenckiego (1438-1445).
Kodeks nie mógł powstać przed rokiem 313, ponieważ jest wykonany z pergaminu wysokiej jakości, a sporządzony został przez zawodowych skrybów w scriptorium. Koszty jego wykonania były zbyt wysokie, by mógł sobie na nie pozwolić prześladowany Kościół. Ponieważ nie zawiera Kanonów Euzebiusza, w jego przypadku możliwą jest data wcześniejsza niż 325 (pozostałe wielkie kodeksy zawierają je) i tym samym mógł powstać wcześniej niż Kodeks Synajski. Posiada też mniej dekoracji, a to również przemawia za wcześniejszą datą. Jednak ze względu na kolejność ksiąg zgodną z kanonem Atanazego, wysuwano czasem opinie, że kodeks powstał po 367 roku, tj. około 380 roku. Pogląd ten forsował Dean Burgon (1813-1888), dzisiaj można go spotkać głównie w popularnych opracowaniach. Jednak fakt, że Atanazy wyliczył księgi NT w tej samej kolejności, co Kodeks Watykański nie oznacza, że kolejność ta bierze swój początek właśnie od Atanazego. Atanazy wyliczył je po prostu w takiej kolejności, w jakiej zwykło się je wyliczać w Aleksandrii. Ani Kodeks Watykański, ani Atanazy nie wprowadzali do tego porządku ksiąg żadnych innowacji. Paleografowie opowiadają się za pierwszą połową IV wieku.

### W Bibliotece Watykańskiej

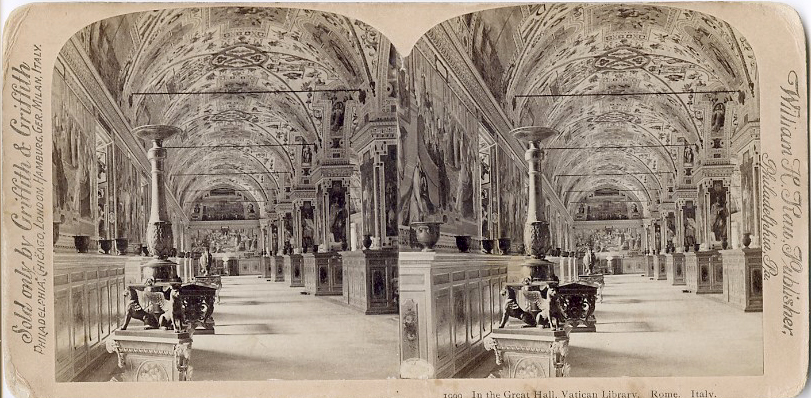
Hala Sykstyńska w Bibliotece Watykańskiej

Kodeks uwzględniony został w pierwszym katalogu Biblioteki Watykańskiej (założonej w 1448 roku) sporządzonym w roku 1475, w którym figuruje pod pozycją 1209, a także w katalogu z 1481 roku. W katalogu z 1481 roku opisany został jako „Biblia in tribus columnis ex membranis”.
Aż do początku XVIII wieku mało kto o nim słyszał, nikt natomiast nie znał jego rzeczywistej wartości. Erazm został poinformowany o nim listownie w 1521 roku przez Paulusa Bombasius, prefekta Biblioteki Watykańskiej. Bombasius zarzucił mu odejście od tekstu Wulgaty, który znajduje swoje potwierdzenie w przechowywanej w bibliotece bardzo starej kopii Pisma Świętego. W liście do Erazma Bombasius zacytował jedynie teksty 1 Jana 4,1-3 i 1 Jana 5,7-11 z owego „bardzo starego rękopisu”. W roku 1533 Erazm ponownie wdał się w korespondencję z kolejnym prefektem Biblioteki Watykańskiej – Sepulvedą. W jednym z listów Sepulveda wyliczył 365 wariantów tekstowych kodeksu, w których kodeks zgodny jest z Wulgatą przeciwko erazmiańskiemu tekstowi. Nie wiemy, jakie warianty wyliczył Sepulveda, znany jest nam tylko jeden z nich, a to dlatego, że w swoich Annotationes przy komentowaniu Dz 27,16 Erazm napisał, że kodeks z papieskiej biblioteki stosuje καυδα (Cauda), jako nazwę wyspy, obok której płynął okręt Pawła, nie zaś κλαυδα (Clauda), jak jest w erazmiańskim Novum Instrumentum omne. W liście z roku 1534 Sepulveda ponownie przekonywał o zgodności Wulgaty z owym starożytnym rękopisem.
W 1580 roku Sykstus V wykorzystał kodeks w wydanym przez siebie tekście Septuaginty. Bartolocci w 1669 roku sporządził wykaz (raczej wyciąg) niektórych jego lekcji, który jednak nie był publikowany i aż do 1819 pozostał nieznanym. Inny cząstkowy wykaz jego lekcji został sporządzony – na prośbę Bentleya – około 1720 roku. Wykazy wybranych wariantów tekstowych większości ksiąg NT zostały wydane w latach 1798–1801 w Kopenhadze przez Andreasa Bircha, wciąż jednak dostępne były jedynie fragmenty kodeksu, a i rzeczywista jego wartość też nie była doceniana. Owe wykazy były nie tylko niekompletne, ale nawet przemieszane z wariantami innych kodeksów pochodzących z Biblioteki Watykańskiej i dlatego nie były rzetelne. Wiele z nich przypisywało kodeksowi zupełnie inne warianty niż ten posiada. Andreas Birch zauważył, że Mill oraz Wettstein falso citatur Vaticanus, a jako przykład błędnego cytowania podał Łk 2,38 – Ισραηλ (Izrael) zamiast Ιερουσαλημ (Jeruzalem).
Przed XIX wiekiem żaden z uczonych nie został dopuszczony do studiowania lub wydawania jego tekstu, w rezultacie tego uczeni nie byli świadomi rzeczywistej wartości kodeksu. W owym czasie rozpowszechnione było podejrzenie, że jego tekst nosi liczne interpolacje łacińskiej tradycji tekstu. John Mill w swojej Prolegomenie (1707) napisał: „in Occidentalium gratiam a Latino scriba exaratum” (sporządzony przez łacińskiego skrybę dla zachodniego świata). Mill nie widział nawet potrzeby, by tekst kodeksu został skolacjonowany. Wettstein nie był nawet zainteresowany, by poznać tekst kodeksu bądź niektóre jego warianty tekstowe. Sądził, że kodeks nie ma żadnego autorytetu (sed ut vel hoc constaret codicem nullius esse auctoritatis) i nie mógłby mu dopomóc w podejmowaniu decyzji tekstowych. Pomimo tego w 1751 roku Wettstein nadał dla kodeksu symbol B (ze względu na wiek), podczas gdy dla Kodeksu Aleksandryjskiego – A, dla Kodeksu Efrema – C, dla Kodeksu Bezy – D. Od tej pory, aż do odkrycia Kodeksu Synajskiego, kodeks zajmował drugą pozycję na liście rękopisów Nowego Testamentu.
Griesbach w roku 1777 sporządził listę dziewięciu rękopisów, które są konieczne dla odtworzenia tekstu aleksandryjskiego: C, L, K, 1, 13, 33, 69, 106 i 118. Kodeks Watykański nie znalazł się na tej liście. W 1796 w drugim wydaniu swego greckiego Nowego Testamentu Griesbach dodał do tej listy Kodeks Watykański, jako świadek tekstu aleksandryjskiego dla Marka, Łukasza, Jana i końcowych partii ewangelii Mateusza. W dalszym ciągu był przekonany, że pierwsza połowa Mateusza kodeksu reprezentuje tekst zachodni.

### Po roku 1809
Napoleon Bonaparte w 1809 roku sprowadził go, wraz z całą biblioteką papieską, do Paryża (przed Ewangelią Mateusza widnieje data Sep. 10 1809). Przeglądał go i powierzchownie zbadał w 1809 roku Johann Leonhard Hug (1765-1846). Owocem jego pracy jest: „De antiquitate codicis Vaticani commentatio”. Hug nie widział jednak potrzeby, by tekst kodeksu został na nowo skolacjonowany, bo nie oceniał wysoko tekstu aleksandryjskiego. Niemniej jego publikacja przyczyniła się do wzrostu zainteresowania kodeksem. Od tej pory już nikt nie wiązał kodeksu z tekstem zachodnim. Był już wymieniany jako jeden z trzech najważniejszych przedstawicieli tekstu aleksandryjskiego. W 1815 roku kodeks powrócił do Rzymu, ale bibliści zaczęli uświadamiać jego wagę i wielu z nich starało się uzyskać wgląd do kodeksu.

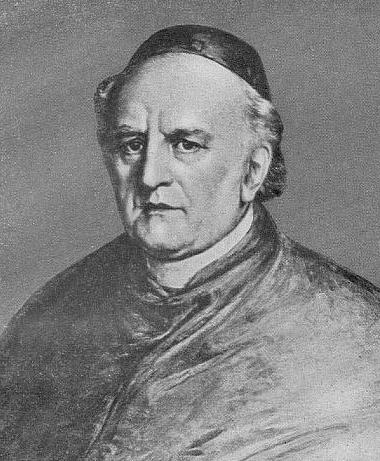
Angelo Mai przygotował w latach 1828-1838 wydanie facsimile tekstu Nowego Testamentu (opublikowany pośmiertnie w 1858 roku)

Przez następne pół wieku spierano się m.in. o to, który z kodeksów: Watykański czy Aleksandryjski jest starszy. W 1843 roku Konstantin von Tischendorf uzyskał prawo wglądu do kodeksu, ale jedynie na sześć godzin. W następnym zaś roku Eduard de Muralt już na dziewięć godzin.
W 1845 roku Samuel Prideaux Tregelles uzyskał prawo wglądu, tym razem mógł zeń korzystać przez trzy miesiące, ale bez prawa sporządzania notatek. Tregelles jednak zapamiętywał tekst, a po powrocie do pokoju, w którym mieszkał zapisywał to, co zdołał zapamiętać. Po powrocie do Lipska wydał to, co zdołał zanotować. Nie było tego dużo, niemniej przez następne lata dostęp do kodeksu stał się jeszcze trudniejszy.
Sposób, w jaki strzeżono kodeks, dopuszczano bądź w ogóle nie dopuszczano badaczy, był upokarzający zwłaszcza dla protestanckich biblistów. W roku 1859, po odkryciu Kodeksu Synajskiego, papież Pius XI wyraził zgodę na sfotografowanie kodeksu. W roku 1889 fototypiczne facsimile wydał Giuseppe Cozza-Luzi w Rzymie i od tej pory stał się dostępny dla badań naukowych. Inne wydanie facsimile tekstu NT dokonane zostało w roku 1904 w Mediolanie.

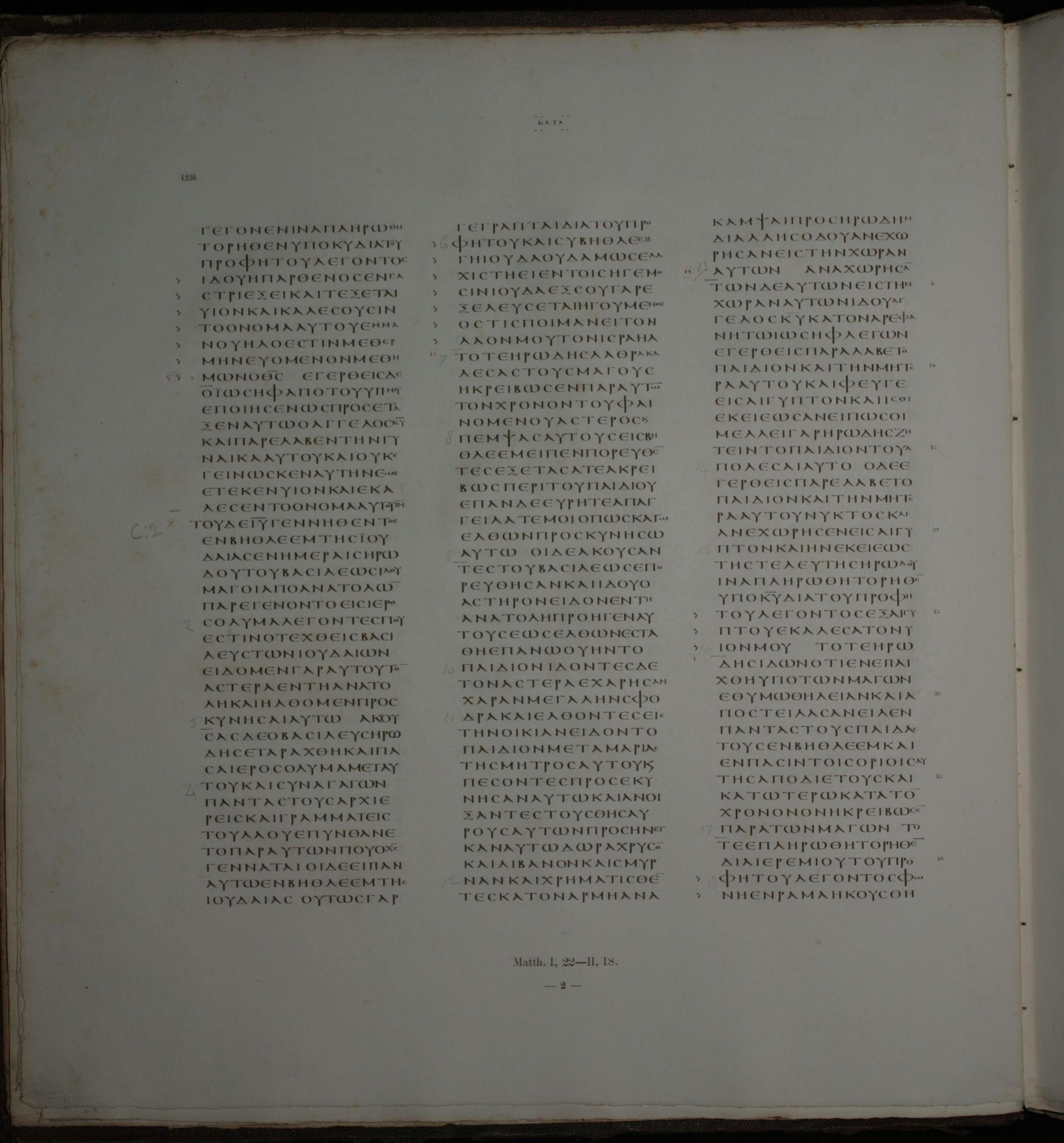
Wydanie facsimile z 1868 roku, tekst Mt 1,22-2,18, ST-owe cytaty oznakowane przy pomocy odwróconego comma (>)

Niemniej Dean Alford w 1861 roku oraz jego sekretarz Cure w 1862 roku skolacjonowali i zweryfikowali wątpliwe partie kodeksu, które w rozmaitych wydaniach facsimile uzyskiwały zaprzeczające sobie warianty. W 1866 roku Tischendorf ponownie uzyskał prawo wglądu do kodeksu, a w roku 1867 opublikował tekst Nowego Testamentu.
W roku 1965 na polecenie Pawła VI sfotografowany został Nowy Testament kodeksu i był prezentowany uczestnikom, jak i obserwatorom Soboru Watykańskiego II. W 1999 roku cały rękopis został zdigitalizowany przez Instituto Poligrafico e Zecca della Stato, a następnie wydany w formie facsimile. Wydanie stara się wiernie naśladować kodeks, nie tylko co do rozmiarów, ale też i kolory kodeksu. Wydanie naśladuje nawet dziury w pergaminie. Do wydania dołączono w osobnym tomie Prolegomenę. Tekst Prolegomeny pisany jest złotem i srebrem, ma 74 stron.

## Opis kodeksu
Karty kodeksu mają obecnie wymiary 27 na 27 cm (oryginalne były nieco większe), stanowione są przez cienki, bardzo dobrej jakości pergamin. Tekst pisany jest w trzech kolumnach, co jest rzadkością. Poza Kodeksem Watykańskim wśród rękopisów NT jedynie kodeks 048 i 053 pisane są w trzech kolumnach. W każdej kolumnie po 40-44 linijek tekstu (w NT zawsze 42 linijki), a w linijce 16–18 liter.
Litery są małe, eleganckie, pięknie kaligrafowane, mają regularny, wpisujący się w kwadrat kształt. Litery iota i ypsilon posiadają dierezę, nie mają przydechów ani akcentów pochodzących od pierwszej ręki. Cytaty ze Starego Testamentu zostały oznakowane przy pomocy comma (>). Na lewym marginesie kolumn co jakiś czas pojawia się poziomy dwukropek, przypominający niemiecki umlaut: (¨). Tischendorf zastanawiał się nad ich znaczeniem, ale dopiero w roku 1995 zostały zrozumiane. Jest ich około 800, dodane zostały później (przez pierwszego korektora), a oznaczają te teksty, które w innych rękopisach uzyskują inne brzmienie. Umlaut zastosowany został np. w sekcji 1 Kor 14,34-35, która to sekcja przez część rękopisów umieszczana jest po 1 Kor 14,40. Robią to przede wszystkim rękopisy tekstu zachodniego (Claromontanus, Augiensis, Boernerianus, 88, itd, g), ale również kodeks 88 i niektóre rękopisy Wulgaty. Kodeks Fuldeński umieszcza tę partię na marginesie.
Poszczególne strony mają po trzy kolumny tekstu, oprócz ksiąg mądrościowych (Księgi: Psalmów, Przysłów, Kocheleta, Pieśni nad pieśniami, Hioba, Mądrości i Mądrości Syracha), gdzie tekst jest zapisany w dwóch kolumnach. Liczba linijek jest zawsze jednakowa (42). Zauważalna jest tendencja do rozpoczynania zdań od nowej linijki (jednak rzadziej niż w Synajskim). Na początku każdej księgi znajdują się nagłówki ozdobione zieloną tabliczką z czerwonym obramowaniem.
Na końcu każdej księgi znajduje się kolofon ozdobiony arabeską lub coronis. Kolofon Ewangelii Jana posiada najokazalszą ozdobę, prawdopodobnie dla zaznaczenia, że kończą się Ewangelie. Kolofony Listów Pawła informują, skąd został napisany dany list (Rz – z Koryntu, 1 Kor – z Efezu, 2 Kor – z Filippi, Ga – z Rzymu, Ef – z Rzymu, Flp – z Rzymu, Kol – z Rzymu, 1 Tes – z Aten, 2 Tes – z Aten).

### Podział tekstu
Tekst Ewangelii nie został podzielony ani na Sekcje Ammoniusza, ani Euzebiusza, ale wedle innego podziału występującego również w Kodeksie z Zakynthios (Ξ 040) z VI wieku oraz w minuskule 579. Podział ten nigdzie więcej nie występuje. Ewangelia Mateusza w tym systemie dzielona jest na 170 rozdziałów, Ewangelia Marka na – 62, Ewangelia Łukasza – 152, a Ewangelia Jana na 80.
Dzieje Apostolskie podzielone zostały według dwóch systemów, raz na 36 rozdziałów, a raz na 69. Pierwszy podział występuje tylko w jednym greckim rękopisie Kodeksie Synajskim oraz dwóch najważniejszych rękopisach Wulgaty (Amiatinus i Fuldensis). Listy powszechne podzielone zostały według dwóch różnych systemów, odmiennych od Aparatu Eutaliusza.
Listy Pawła podzielone są na 140 kolejnych rozdziałów. List do Galatów kończy się rozdziałem 58., a następujący po nim List do Efezjan zaczyna rozdziałem 70. List do Hebrajczyków, który ma rozdziały o numerach 59–63 (karty z rozdziałami 64–69 zaginęły) następuje po 93. rozdziale 2 Listu do Tesaloniczan. System ten powstał po roku 200 w Aleksandrii, kiedy List do Hebrajczyków umieszczany był pomiędzy listami do Galatów a Efezjan (stosuje go papirus {\displaystyle {\mathfrak {P}}^{46}}).

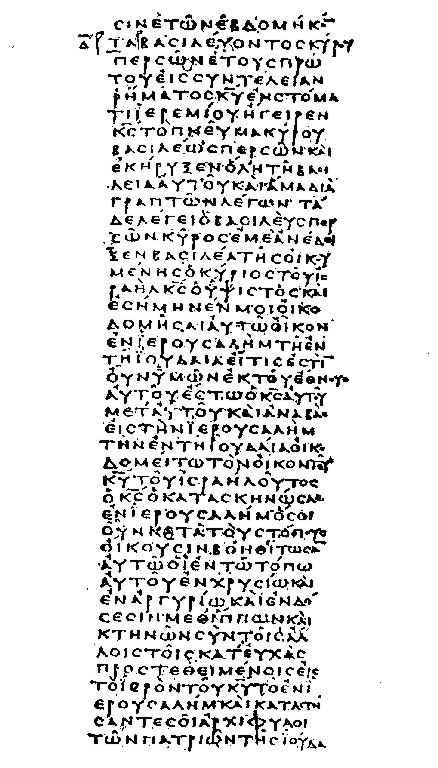
Jedna z kolumn Kodeksu Watykańskiego, zawiera 1 Ezdr 2, 1-8

### Skrybowie i korektorzy
Tischendorf sądził, że rękopis sporządzony został przez trzech skrybów (A, B, C), dwaj z nich sporządzili Stary Testament, trzeci zaś cały Nowy Testament. Pogląd ten akceptował Frederic G. Kenyon, ale został zakwestionowany po dokładniejszych badaniach, przeprowadzonych przez Milne i Skeata. Okazało się, że trzeci skryba nie istniał, a jego pracę wykonał skryba drugi. Pogląd ten akceptowany jest dziś przez wszystkich paleografów. Rękopis został więc sporządzony tylko przez dwóch skrybów (A i B). Skryba A sporządził:
Księga Rodzaju – 1 Królewska, strony 41-334
Psalmy – Tobiasza, strony 625-944
Skryba B sporządził:
1 Królewska – 2 Ezdrasza, strony 335-624
Ozeasza – Daniela, strony 945-1234
Nowy Testament.
Tischendorf był zdania, że skryba 'B' Kodeksu Watykańskiego oraz skryba 'D' Kodeksu Synajskiego to ta sama osoba. Dokładne badania przeprowadzone przez Skeate'a i Milne'go wykluczyły związek pomiędzy obu kodeksami.

### Korektury tekstu
Tischendorf zidentyfikował trzech korektorów, którzy później pracowali nad kodeksem (B1, B² i B³), jednak późniejsze badania wykluczyły istnienie korektora B1. Przyjmuje się, że korektor B2 pracował nad kodeksem w wiekach V-VI, a korektor B3 – w wieku X lub XI.
W X lub XI wieku w miejsce wyblakłego tekstu naniesiony został nowy tekst. Odpis sporządzony został starannie, a jedynie niewielka część dobrze zachowanego pierwotnego tekstu pozostała nietknięta. W przypadku błędów dittografii atrament nanoszono tylko na pierwszą literę, drugą pozostawiano niezmienioną, natomiast w przypadku błędów haplografii nie dodawano liter i tekst pozostawiano w stanie niezmienionym. Niestety odświeżone litery nieznacznie utraciły na swej regularności i elegancji. Listy Pawła zmieniły swoją pozycję, List do Hebrajczyków został przesunięty na dalszą pozycję. Kolejność ksiąg jest zgodna z kolejnością ksiąg kanonu Atanazego z 367 roku.
Na stronie 1512 kodeksu, w tekście Hbr 1,3, występuje unikatowy wariant tekstowy φανερων (objawiający), zamiast znanego z innych rękopisów φερων (podtrzymujący, noszący). Powoduje to zmianę wymowy wiersza z „Chrystus podtrzymujący wszystko słowem swojej mocy” na: „Chrystus objawiający wszystko słowem swojej mocy”. Pierwszy korektor poprawił φανερων na tradycyjne φερων, ale drugi korektor poprawił pierwszego, przywracając pierwotne φανερων, a obok tekstu Hbr 1,3 dodał na marginesie notę następującej treści: „ἀμαθέστατε καὶ κακέ, ἄφες τὸν παλαιόν, μὴ μεταποίει” („najbardziej niedouczony i zły [człowieku], pozostaw starożytny [tekst], nie zmieniaj”). W ten sposób późniejszy korektor zaprotestował przeciwko zmianie tekstu.

### Tekst rękopisu

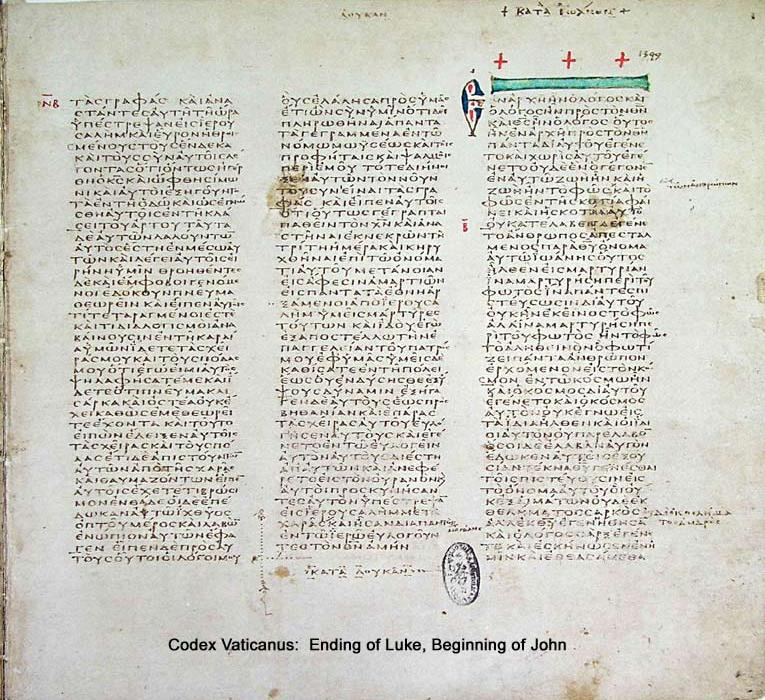
Koniec Ewangelii Łukasza i początek Ewangelii Jana na tej samej karcie kodeksu

Rękopis reprezentuje aleksandryjski typ tekstu Nowego Testamentu. Hort, a za nim Streeter uważali, że tekst ten jest wynikiem recenzji dokonanej przez Hezychiusza na początku IV wieku w Aleksandrii. Odkrycie papirusu Bodmer XIV-XV w 1952 roku wykazało jednak, że tekst ten istniał już około roku 200.
Grecki tekst Ewangelii Łukasza i Jana jest bardzo bliski takim rękopisów Nowego Testamentu, jak: papirusowe rękopisy {\displaystyle {\mathfrak {P}}^{66}} i {\displaystyle {\mathfrak {P}}^{75}} oraz majuskułowy kodeks 0162. Zachodzą też znaczne podobieństwa z Kodeksem Synajskim, jakkolwiek Hoskier wykazał, że zachodzi pomiędzy nimi 3036 różnic: w Ewangelii Mateusza – 656, w Ewangelii Marka – 567, w Ewangelii Łukasza – 791, w Ewangelii Jana – 1022. Na ogół są one rezultatem albo innego podejścia do itacyzmu, albo innej transkrypcji semickich imion bądź zwrotów, których pisownia była kłopotliwa dla Greków. I tak wołanie Jezusa na krzyżu „Boże mój, Boże mój czemuś mnie opuścił?” oba kodeksy w Ewangelii Mateusza przekazują w takich wersjach:
- ελωει ελωει λεμα σαβακτανι – Watykański
- ελωι ελωι λεμα σαβαχθανι – Synajski

A w Ewangelii Marka w takich wersjach:
- ελωι ελωι λαμα ζαβαφθανι – Watykański
- ελωι ελωι λεμα σαβακτανει – Synajski

Do bardziej znamiennych różnic należy tekst Łk 4,17. Według Kodeksu Synajskiego Jezus „rozwinął” zwój, natomiast według Kodeksu Watykańskiego „otworzył”. Tekst został uwspółcześniony dla czytelnika IV wieku, kiedy już rzadko używano zwojów. Hoskier ocenił, że wspólny „przodek” obu kodeksów pochodzi z około 200 roku, przy czym możliwym byłby nawet rok 180. Oba kodeksy stosują też inne dekoracje dla kolofonów, z wyjątkiem kolofonu w Księdze Powtórzonego Prawa w Kodeksie Synajskim i kolofonu Ewangelii Marka w Kodeksie Watykańskim. Tak więc nie mogły wyjść z tego samego skryptorium. Tekst kodeksu Kurt Aland zaklasyfikował do Kategorii I.

## Znaczenie

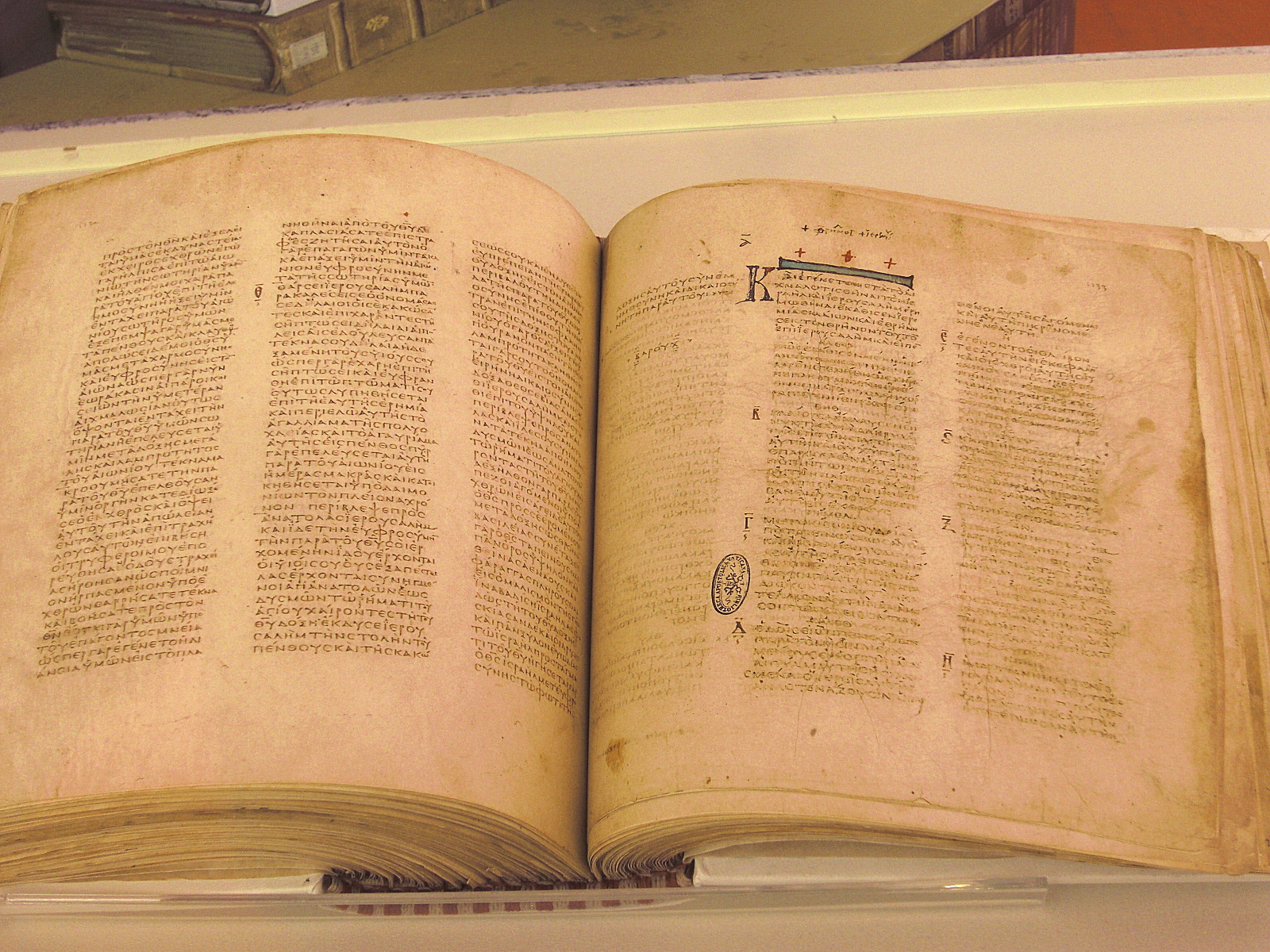
Na wystawie podczas XXI Targów Wydawców Katolickich w Warszawie (2015)

Jest jednym z najlepszych świadków tekstu Septuaginty, jakkolwiek jego tekst nie zawsze ma jednakowo wysoką wartość. Jest wysoko oceniany w Księdze Ezechiela, nisko natomiast w Księdze Izajasza, w Księdze Sędziów ma tekst odmienny od większości greckich rękopisów, ale współbrzmi z rękopisami staro-łacińskimi, saidzkimi (dialekt koptyjskiego), oraz cytatami Cyryla z Aleksandrii. W Księdze Hioba zawiera około 400 dodatkowych fraz zaczerpniętych z przekładu Teodocjona, których nie zawierają ani rękopisy staro-łacińskie, ani saidzkie.
W Nowym Testamencie w sekcji Ewangelie oraz Dziejów Apostolskich jest najlepszym reprezentantem tekstu aleksandryjskiego, w Listach powszechnych jest równy Kodeksowi Synajskiemu, jednak w Listach Pawła raz po raz dochodzi do głosu tekst zachodni, co wpływa na obniżanie jakości przekazywanego tekstu, a kodeks ustępuje tu Kodeksowi Synajskiemu, stając się drugim świadkiem tekstu. Oznacza to, że w żadnym naukowym wydaniu tekstu Septuaginty bądź Nowego Testamentu Kodeks Watykański nie tylko nie może zostać pominięty, ale musi być traktowany jako jedno z najważniejszych źródeł. Obok Kodeksu Synajskiego jest jednym z najczęściej publikowanym rękopisem Nowego Testamentu.
Kodeks urywa się nagle na Hbr 9, 14, brakuje Listów Pasterskich i Apokalipsy, i jest to nieoceniona strata z punktu widzenia krytyki tekstu. W XIX wieku zwracano uwagę na to, że Vaticanus 2066 (V wiek), zawierający tekst Apokalipsy, jest podobnie jak Kodeks Watykański pisany w trzech kolumnach (rzadka cecha), ma zbliżone rozmiary i reprezentuje tekst aleksandryjski. Zastanawiano się więc nieraz, czy tekst Apokalipsy tego rękopisu nie jest pokrewny Kodeksowi Watykańskiemu.
Kodeks na ogół jest wysoko oceniany i cieszy się dobrą opinią wśród krytyków tekstu, biblistów, jak i przedstawicieli kościoła. Wielu uważa go za najważniejszy rękopis Nowego Testamentu, inni zaś plasują go na drugim miejscu, po Kodeksie Synajskim. Jednak zwolennicy Textus receptus nie są nim zachwyceni. Do takich należał John William Burgon, którego zdaniem Vaticanus oraz Sinaiticus i Codex Bezae są rękopisami z zepsutym tekstem. Każdy z tych trzech kodeksów ma tekst „sfabrykowany, w rezultacie arbitralnej i lekkomyślnej recenzji”. Najważniejsze z tych trzech kodeksów, tj. Synajski i Watykański Burgon przyrównał do „dwóch fałszywych świadków” wspomnianych w Mt 26,60.